# Aderarea Macedoniei de Nord la Uniunea Europeană
Aderarea Macedoniei de Nord la Uniunea Europeană (UE) este pe ordinea de zi pentru viitoarea extindere a UE. Macedonia este stat candidat pentru aderarea la Uniunea Europeană din 2005, dar nu a intrat încă în negocierile de aderare. Aceasta și-a depus cererea de aderare în 2004, la treisprezece ani după independența față de Iugoslavia. În iunie 2014, era una dintre cele șase țări candidate, împreună cu Albania, Islanda, Muntenegru, Serbia și Turcia, după ultima rundă de extindere, care a adus aderarea Croației. Printre obstacolele actuale pentru statutul de membru deplin sunt obiecțiile Bulgariei, care nu recunoaște macedonenii ca grup etnic distinct. Aderarea la UE a fost definită ca cea mai mare prioritate strategică pentru guvernul țării, și este în prezent descrisă ca perspectivă „pe termen mediu și lung”.
Lozinca guvernului pentru candidatura sa este „Și soarele este o stea”, referindu-se la soarele de pe drapelul Republicii Macedonia și la stelele de pe drapelul european, ele fiind afișate împreună în logoul oficial al candidaturii.
Macedonia primește în prezent 1,3 miliarde euro ca ajutor pentru dezvoltare până în 2020 prin Instrumentul de Asistență pentru Preaderare⁠(d), un mecanism de finanțare pentru țările candidate la UE.

## Istoria
Republica Macedonia și-a început formal procesul de apropiere de Uniunea Europeană în anul 2000, prin inițierea de negocieri pe tema Procesului de Stabilizare și Asociere⁠(d) al UE, și a devenit prima țară nemembră din Balcani care a semnat Acordul de Stabilizare și Asociere (ASA), pe 9 aprilie 2001, la Luxemburg. Acordul a fost ratificat de Parlamentul Macedonean pe 12 aprilie 2001, și a fost primul care a fost ratificat de toate statele membre și a intrat în vigoare la 1 aprilie 2004.
În același timp, la 22 martie 2004, la Dublin, Irlanda, Macedonia și-a depus cererea de aderare la UE. La 6 septembrie 2004, guvernul macedonean a adoptat o Strategie Națională pentru integrarea europeană, susținută de parlamentul țării, prin intermediul Comisiei pentru Probleme Europene. Ulterior guvernul a început procedura de a răspunde la chestionarul Comisiei Europene cu privire la performanțele sale în pregătirea pentru aderare, în conformitate cu criteriile de la Copenhaga⁠(d), proces care a fost finalizat la data de 31 ianuarie 2005. Consiliul European a acordat în mod oficial statutul de țară candidată la data de 17 decembrie 2005, după o revizuire și o recomandare pozitivă a candidaturii de către Comisia Europeană.

### Controverse
Un obstacol major pentru procesul de aderare a Republicii este opoziția încă nerezolvată a Greciei față de numele țării, întrucât acesta susține că implică pretenții teritoriale față de provincia greacă nordică Macedonia. Deși guvernul preferă să fie numit după numele său constituțional, Republica Macedonia, Uniunea Europeană, în confirmarea de problemele ridicate de Grecia, și-a menținut o practică de a o recunoaște doar ca „Fosta Republică Iugoslavă a Macedoniei”, denumire provizorie de compromis, introdusă de Organizația Națiunilor Unite în 1993. Grecia, ca orice altă țară din UE, are drept de veto împotriva noilor aderări, și continuă să blocheze aderarea Macedoniei, punând condiția rezolvării în prealabil a problemei numelui. În aprilie 2008, la summitul NATO de la București, Grecia a respins toate propunerile guvernului macedonean și ale mediatorului ONU, Matthew Nimetz, inclusiv numele de „Republica Macedonia (Skopje)” – și a respins aderarea Macedoniei la NATO. Deși Macedonia ar fi acceptat și să adere ca „Fosta Republică Iugoslavă a Macedoniei”, vetoul Greciei a încălcat și Acordul Interimar din 1995.
În decembrie 2009, Grecia a respins și inițierea negocierilor de aderare a Macedoniei la UE. Începând cu anul 2008, rezolvarea conflictului de denumire a fost adăugată și la precondițiile oficiale formulate de UE. 
În 2006, unele surse din UE citate în presă criticau conducerea țării sub prim-ministrul Nikola Gruevski pentru politicile sale față de minoritatea albaneză⁠(d) și politizarea multor instituții de stat, avertizând că aceste probleme ar putea deveni obstacole pentru începerea oficială a negocierilor de aderare.
Există conflicte bilaterale și cu Bulgaria, în principal legate de opiniile contradictorii despre cele două secole de istorie comună a celor două țări, al XIX-lea și al XX-lea, și despre distincția etnică între cele două națiuni. Bulgaria a aderat la UE la 1 ianuarie 2007. În iulie 2006, ministrul bulgar de externe, Ivailo Kalfin⁠(d) și președintele Gheorghi Părvanov au declarat că sprijinul Bulgariei pentru aderarea Macedoniei s-ar putea să nu fie necondiționat, invocând temeri legate de atitudinile negative și agresive împotriva Bulgariei și de istoria Bulgariei promovată de către autoritățile macedonene. Conducerea politică a Macedoniei a dat și ea replici acide.
În octombrie 2012, Comisia Europeană a recomandat pentru cel de-al patrulea an consecutiv ca negocierile de aderare cu Macedonia să fie lansate. Cu fiecare ocazie anterioară, deschiderea negocierilor a fost respinsă de către Grecia. În 2012, Bulgaria și-a utilizat și ea dreptul de veto. 
O soluție de lungă durată pentru litigiul numelui a devenit mai apropiată după ce ministrul grec de externe, a înaintat pe 4 octombrie 2012 un proiect de Memorandum de Înțelegere pentru a rezolva problema. Potrivit website-ului Euractiv, propunerea a primit un răspuns pozitiv de la ministrul de externe macedonean, pe 8 noiembrie 2012. Štefan Füle, Comisarul European pentru Extindere și Politică Europeană de Vecinătate, a declarat că ameliorarea pozițiilor celor două state ar putea permite ca negocierile de aderare să înceapă înaintea ajungerii la un compromis cu privire la problema numelui. Pe 11 decembrie 2012, Consiliul Uniunii Europene a concluzionat că Macedonia ar putea începe negocierile de aderare în al doilea trimestru al anului 2013, cu condiția ajungerii la un acord în disputa cu Bulgaria și Grecia. Consiliul a fost încurajat de faptul că în această problemă un mediator ONU a făcut pași înainte.
Cu toate acestea, în februarie 2013, Füle și-a anulat vizita planificată în Macedonia pentru a evalua progresul țării pe tema reformelor din cauza instabilității politice din țară, inclusiv a boicotului din parlament și a amenințării de a boicota viitoarele alegeri locale de către Uniunea Social Democrată din Macedonia. El a avertizat că blocajul „pune în pericol” lansarea negocierilor de aderare. Criza politică a fost rezolvată atunci când UE a mediat un compromis între partidele politice din Macedonia pe 1 martie 2013.
În octombrie 2013, Comisia Europeană a recomandat pentru un al cincilea an consecutiv lansarea negocierilor de aderare cu Macedonia. La reuniunea Consiliului Uniunii Europene, în decembrie 2013, Consiliul a concluzionat pentru al cincilea an consecutiv că „criteriile politice continuă să fie îndeplinite suficient”, dar în ceea ce privește luarea deciziei finale de a deschide negocierile de aderare a fost de acord să reexamineze problema în 2014. Decizia dacă să se înceapă negocierile de aderare urma a se lua „pe baza unei actualizări a Comisiei pe tema punerii în aplicare în continuare a reformelor în contextul Dialogului de Aderare la Nivel Înalt, inclusiv punerea în aplicare de la 1 martie 2013 un acord politic - și pe unele măsuri concrete luate pentru a promova relațiile de bună vecinătate [cu Bulgaria] - și a ajunge la o soluție negociată și reciproc acceptată pe problema numelui [cu Grecia]”.
Mediatorul ONU, Matthew Nimetz⁠(d), a invitat Grecia și Macedonia la o nouă rundă de negocieri pe tema „disputei numelui” la data de 26 martie 2014. În februarie 2014, Parlamentul European a adoptat o rezoluție care atesta că, potrivit evaluării, criteriile de la Copenhaga⁠(d) erau îndeplinite în mod suficient pentru ca Macedonia să înceapă negocierile pentru aderarea la UE, și a solicitat Consiliului Uniunii Europene să confirme data de lansare a negocierilor de aderare imediat, întrucât disputele bilaterale nu trebuie să fie un obstacol pentru începerea discuțiilor, deși acestea trebuie să fie rezolvate înainte de aderare. Cu toate acestea, indiferent dacă Consiliul a fost de acord sau nu cu opinia parlamentului, nu a făcut nicio mențiune a negocierilor de aderare ale Macedoniei în cadrul reuniunii sale din iunie 2014.
În mai 2014, problema numelui era încă nerezolvată, dar s-a anunțat reluarea negocierilor după alegerile europarlamentare⁠(d) din Grecia și după alegerile locale⁠(d) din 25 mai. În cadrul reuniunii Consiliului din iunie 2014, fixarea unei date de începere a negocierilor de aderare ale Macedoniei nu a fost pe ordinea de zi.
Un acord preliminar s-a convenit la 12 iunie 2018 între guvernele grec și macedonean, care presupune schimbarea numelui oficial al țării în Republica Macedonia de Nord (în macedoneană Република Северна Македонија, transliterat: Republika Severna Makedonia), modificare ce trebuie aprobată prin referendum.

## Progresul negocierilor
| Capitolul din acquis                                             | Evaluarea CE la început           | Situația actuală(2016)   | Începerea monitorizării | Definitivarea monitorizării | Capitol deschis | Capitol închis |
| ---------------------------------------------------------------- | --------------------------------- | ------------------------ | ----------------------- | --------------------------- | --------------- | -------------- |
| 1. Libera circulație a bunurilor                                 | Foarte greu de adoptat            | Moderat pregătită        | –                       | –                           | –               | –              |
| 2. Libera circulație a forței de muncă                           | Necesită eforturi suplimentare    | Stadiu incipient         | –                       | –                           | –               | –              |
| 3. Dreptul de înființare și de a furniza servicii                | Necesită eforturi suplimentare    | Moderat pregătită        | –                       | –                           | –               | –              |
| 4. Libera circulație a capitalului                               | Necesită eforturi suplimentare    | Moderat pregătită        | –                       | –                           | –               | –              |
| 5. Achizițiile publice                                           | Necesită eforturi considerabile   | Moderat pregătită        | –                       | –                           | –               | –              |
| 6. Dreptul firmelor                                              | Necesită eforturi considerabile   | Nivel bun de pregătire   | –                       | –                           | –               | –              |
| 7. Legea proprietății intelectuale                               | Foarte greu de adoptat            | Moderat pregătită        | –                       | –                           | –               | –              |
| 8. Politica concurenței                                          | Foarte greu de adoptat            | Moderat pregătită        | –                       | –                           | –               | –              |
| 9. Servicii financiare                                           | Necesită eforturi suplimentare    | Moderat pregătită        | –                       | –                           | –               | –              |
| 10. Societate informațională și media                            | Necesită eforturi considerabile   | Nivel bun de pregătire   | –                       | –                           | –               | –              |
| 11. Agricultură și dezvoltare rurală                             | Necesită eforturi considerabile   | Moderat pregătită        | –                       | –                           | –               | –              |
| 12. Siguranță alimentară, politică veterinară și fitosanitară    | Necesită eforturi considerabile   | Nivel redus de pregătire | –                       | –                           | –               | –              |
| 13. Pescuit                                                      | Nu se așteaptă dificultăți majore | Moderat pregătită        | –                       | –                           | –               | –              |
| 14. Politica de transporturi                                     | Necesită eforturi considerabile   | Moderat pregătită        | –                       | –                           | –               | –              |
| 15. Energie                                                      | Necesită eforturi considerabile   | Moderat pregătită        | –                       | –                           | –               | –              |
| 16. Impozitare                                                   | Considerable efforts needed       | Moderat pregătită        | –                       | –                           | –               | –              |
| 17. Politică economică și monetară                               | Nu se așteaptă dificultăți majore | Moderat pregătită        | –                       | –                           | –               | –              |
| 18. Statistică                                                   | Nu se așteaptă dificultăți majore | Moderat pregătită        | –                       | –                           | –               | –              |
| 19. Politică socială și a muncii                                 | Necesită eforturi considerabile   | Moderat pregătită        | –                       | –                           | –               | –              |
| 20. Politică industrială și a întreprinderilor                   | Nu se așteaptă dificultăți majore | Moderat pregătită        | –                       | –                           | –               | –              |
| 21. Rețele transeuropene                                         | Nu se așteaptă dificultăți majore | Nivel bun de pregătire   | –                       | –                           | –               | –              |
| 22. Politică regională și coordonarea instrumentelor structurale | Necesită eforturi considerabile   | Moderat pregătită        | –                       | –                           | –               | –              |
| 23. Sistemul judecătoresc și drepturile fundamentale             | Necesită eforturi considerabile   | Nivel redus de pregătire | –                       | –                           | –               | –              |
| 24. Justiție, liberatate și siguranță                            | Necesită eforturi considerabile   | Moderat pregătită        | –                       | –                           | –               | –              |
| 25. Știință și cercetare                                         | Nu se așteaptă dificultăți majore | Nivel bun de pregătire   | –                       | –                           | –               | –              |
| 26. Educație și cultură                                          | Nu se așteaptă dificultăți majore | Moderat pregătită        | –                       | –                           | –               | –              |
| 27. Mediu                                                        | Total incompatibil cu acquis-ul   | Nivel redus de pregătire | –                       | –                           | –               | –              |
| 28. Protecția consumatorului și sănătății                        | Necesită eforturi suplimentare    | Moderat pregătită        | –                       | –                           | –               | –              |
| 29. Uniunea vamală                                               | Necesită eforturi considerabile   | Nivel bun de pregătire   | –                       | –                           | –               | –              |
| 30. Relații externe                                              | Nu se așteaptă dificultăți majore | Moderat pregătită        | –                       | –                           | –               | –              |
| 31.Politica externă, de siguranță și de apărare                  | Nu se așteaptă dificultăți majore | Moderat pregătită        | –                       | –                           | –               | –              |
| 32. Control financiar                                            | Foarte greu de adoptat            | Moderat pregătită        | –                       | –                           | –               | –              |
| 33. Legislație financiară și bugetară                            | Nu se așteaptă dificultăți majore | Stadiu incipient         | –                       | –                           | –               | –              |
| 34. Instituții                                                   | Nimic de adoptat                  | Nimic de adoptat         | –                       | –                           | –               | –              |
| 35. Alte probleme                                                | Nimic de adoptat                  | Nimic de adoptat         | –                       | –                           | –               | –              |
| Progres                                                          | 0 din 33                          | 0 din 33                 | 0 din 35                | 0 din 35                    |                 |                |

## Procesul de liberalizare a vizelor
La 1 ianuarie 2008 au intrat în vigoare acordurile de facilitare a eliberării vizelor și readmisie între Serbia și UE.
Macedonia a început un dialog privind liberalizarea vizelor cu UE în februarie 2008, și a fost adăugată la lista de țări ai căror cetățeni sunt scutiți de viză pe 19 decembrie 2009, ceea ce a permis cetățenilor macedoneni să intre în spațiul Schengen, Bulgaria, Cipru și România fără viză atunci când călătoresc cu pașapoarte biometrice⁠(d).

## Instituțiile
Guvernul macedonean a stabilit o infrastructură de gestionare a procesului de integrare europeană, pe baza unui document adoptat în 1997, sub titlul „baze strategice ale Republicii Macedonia privind obținerea statutului de membru al Uniunii Europene”. Se compune din următoarele instituții:
- Comitetul pentru Integrare Euro-Atlantică joacă rolul central în procesul decizional al politicilor statului în procesul de integrare europeană. Acesta este prezidat de către prim-ministru, iar membri ai Comitetului sunt viceprim-miniștri, miniștrii din Guvern, Guvernatorul Băncii Naționale a Republicii Macedonia⁠(d) și Președintele Academiei Macedonene de Științe și Arte⁠(d).
- Comitetul de Lucru pentru Integrarea Europeană (CLIE) din cadrul Guvernului Republicii Macedonia – este prezidat de către viceprim-miniștrii responsabili de integrarea în UE, cu ministrul economiei ca adjunct. Membrii sunt Secretarii de stat din toate ministerele sunt membri. Este un organism interministerial  operațional care trebuie să stabilească metodele și dinamica pentru punerea în aplicare a deciziilor strategice, politice, orientările și prioritățile Guvernului, precum și să monitorizeze realizarea unor sarcini concrete.
- Adjunctul șefului guvernului este responsabil pentru integrarea europeană ca centrul în managementul și coordonarea operațională a procesului de integrare. Sprijinul și serviciul său este Sectorul pentru Integrare Europeană din cadrul Secretariatului General al Guvernului fostei Republici Iugoslave a Macedoniei.
- Sectorul pentru Integrare Europeană din cadrul guvernului Republicii are sarcina de a organiza, coordona și sincroniza procesul de integrare în UE. Acesta este structurat în șapte unități responsabile de armonizarea legislației naționale cu cea a UE, de traducere a actelor juridice ale UE, consolidarea instituțiilor, sprijin pentru CLIE, coordonarea asistenței externe, și informarea publicului larg cu privire la UE și procesul de integrare europeană.
- Departamente/sectoarele/unitățile de Integrare Europeană în cadrul Ministerelor au o structură similară și competențe ca sectorul central pentru Integrare Europeană din cadrul Guvernului, fiind o verigă importantă în infrastructura instituțională.
- Ministerul Afacerilor Externe – domeniul UE – este responsabil pentru comunicarea cu structurile UE, prin Misiunea Fostei Republici Iugoslave a Macedoniei la Bruxelles, colectând în timp util informații valabile cu impact asupra procesului de integrare și prezentarea unei perspective și a unor poziții uniforme în structurile europene.

Alte instituții care sprijină procesul de integrare în UE sunt următoarele:
- Adunarea Republicii și Comisia pentru Probleme Europene
- Secretariatul pentru Legislație
- Secretariatul General al Guvernului
- Subcomisia CLIE pentru armonizarea legislației cu grupurile sale de lucru

## Impactul aderării
| Țările membre | Populație            | Suprafață (km²)      | PIB (miliarde dolari SUA) | PIB pe cap de locuitor (dolari SUA) | Limbi       |
| ------------- | -------------------- | -------------------- | ------------------------- | ----------------------------------- | ----------- |
| Macedonia     | 2,058,539            | 25,713               | 10.98                     | 4,935                               | macedoneană |
| UE28          | 507,890,191          | 4,381,376            | 17,267                    | 32,501                              | 24          |
| 28+1          | 509,948,730 (+0.41%) | 4,407,089 (Cu+0,59%) | 17,277.98 (+0.06%)        | 31,550 (-0.1%)                      | 25          |